# Peder Larsen Pedersen
Peder Larsen Pedersen, född 30 november 1880, död 20 januari 1966, var en dansk gymnast.
Pedersen tävlade för Danmark vid olympiska sommarspelen 1912 i Stockholm, där han var med och tog silver i lagtävlingen i svenskt system. 